# Internationale Liga für Menschenrechte (Berlin)
Die Internationale Liga für Menschenrechte e. V. (ILMR) mit Sitz in Berlin im Haus der Demokratie und Menschenrechte ist ein eingetragener gemeinnütziger Verein, der sich für Menschenrechte und Frieden einsetzt. Der Verein ist Mitglied der internationalen Dachorganisationen Association Européenne pour la défense des Droits de l’Homme (AEDH, Europäische Vereinigung für die Verteidigung der Menschenrechte) und Fédération internationale des ligues des droits de l’Homme (FIDH, Internationale Föderation der Menschenrechtsligen).

## Geschichte

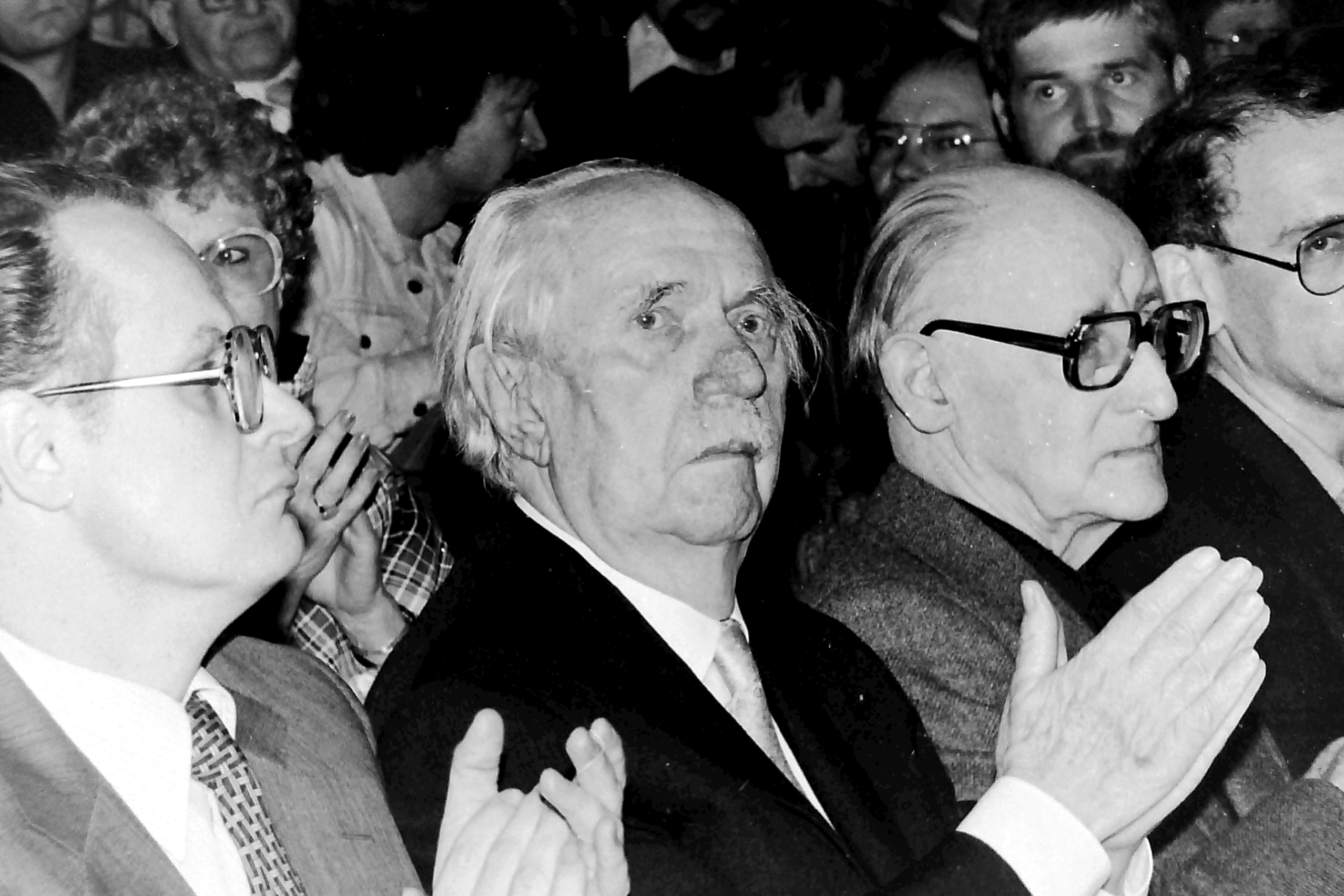
Verleihung der Carl-von-Ossietzky-Medaille 1979 an Axel Eggebrecht u. Fritz Eberhard in der Carl-von-Ossietzky-Oberschule Berlin-Kreuzberg (von links: Peter Glotz, Fritz Eberhard, Axel Eggebrecht)

Der Verein versteht sich als eine Nachfolgeorganisation des 1914 gegründete Bund Neues Vaterland, der sich 1922 in Deutsche Liga für Menschenrechte umbenannte und 1933 verboten wurde. Die Deutsche Liga für Menschenrechte wurde 1949 wiedergegründet und hatte ihren Sitz erst in Berlin, verlegte diesen 1961 nach München. Die ILMR wurde am 13. Februar 1959 in Berlin gegründet und sieht ihre Arbeit im Geiste Carl von Ossietzkys. Im Jahr 2014 gedachte die ILMR ihrer 100-jährigen Geschichte. Sitz des Vereins ist Berlin.

## Politische Grundlagen
Der Verein ist ideell und materiell unabhängig von staatlichen Organen, politischen Parteien und Einrichtungen konfessioneller oder weltanschaulicher Art. Die politische Arbeit ist orientiert an der Allgemeinen Erklärung der Menschenrechte vom 10. Dezember 1948, den Internationalen Pakten vom 19. Dezember 1966 über bürgerliche und politische Rechte einerseits und über wirtschaftliche, soziale und kulturelle Rechte andererseits, die in der Europäischen Menschenrechtskonvention vom 4. November 1950 und anderen internationalen Konventionen niedergelegt sind. Nach ihrem Selbstverständnis ist die ILMR eine „menschenrechts-politische Organisation, die ihren Auftrag darin sieht, durch politische Einflussnahme – wenn nötig mit Druck – auf Regierungen, Parteien, Wirtschaft, Kirche oder Verbände die Verwirklichung und Weiterentwicklung der Menschenrechte gemeinsam mit anderen Vereinigungen und als Teil der sozialen Bewegungen voranzutreiben sowie Verstöße gegen diese abzuwehren“.

## Arbeits-Ausschüsse

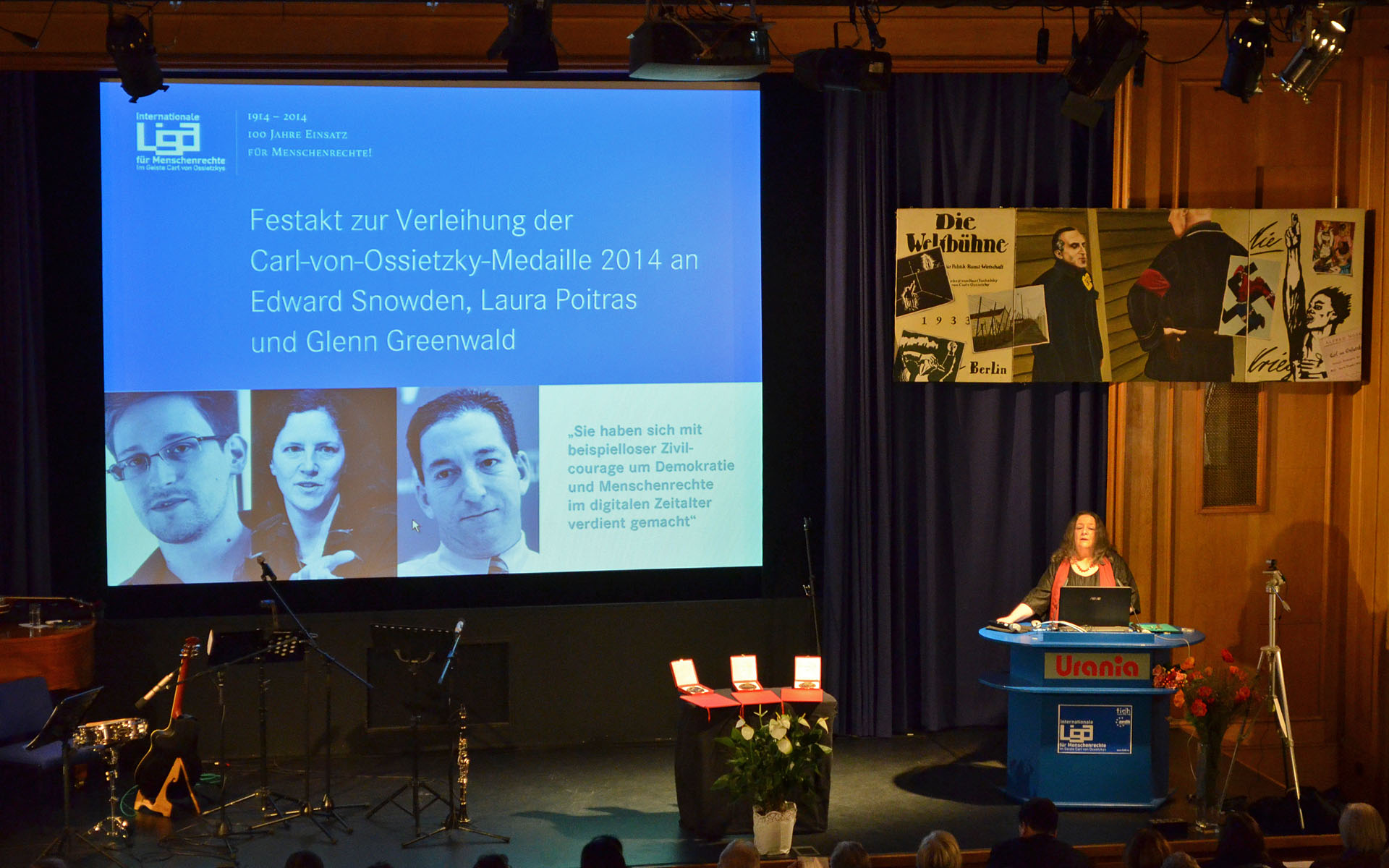
Festakt der Internationalen Liga für Menschenrechte zur Verleihung der Carl-von-Ossietzky-Medaille 2014

Der Verein vergibt seit 1962 die Carl-von-Ossietzky-Medaille. Der antifaschistische Ausschuss befasst sich mit der deutschen Geschichte, der Abwehr rassistischer und neonazistischer Tendenzen und ist aktiv in der Berliner Friedensbewegung. Aktive Lobbyarbeit für die Rechte von Menschen mit Behinderungen sind im behindertenpolitischen Ausschuss angesiedelt. Der Eine-Welt-Ausschuss beobachtet Menschenrechtsverletzungen und ist engagiert für die Rechte der in Deutschland lebenden Migranten und Flüchtlinge. Ergänzend dazu gibt es Arbeitsgruppen zu einzelnen Ländern. Im Iran-Ausschuss geht es um die Menschenrechtsverletzungen im Iran. Der Rechtsausschuss beobachtet die Entwicklungen in der Rechtspolitik. Er unternimmt Aktivitäten für eine Reform des Staatsangehörigkeitsrechts und für die Einführung eines Antidiskriminierungsgesetzes. Es gibt Beiträge zur Debatte um die ökonomische Globalisierung und Menschenrechte. Der Sinti und Roma-Ausschuss befasst sich mit der Verwirklichung der Menschen- und Bürgerrechte von Sinti und Roma in Deutschland.
Weitere Arbeitsfelder und Kooperationen sind u. a. der AK Nahost Berlin sowie die Jüdische Stimme für gerechten Frieden in Nahost mit der es viele personelle Schnittmengen gibt. Beispielsweise war die Gründerin der Jüdischen Stimme für gerechten Frieden in Nahost Fanny-Michaela Reisin, bis zur Abschaffung des Präsidentenamts, Präsidentin der Internationalen Liga für Menschenrechte. Das ILMR-Büro bietet anderen Gruppen Kontaktadresse und Versammlungsraum.

## Publikationen (Auswahl)
- Der LIGA-Report berichtet über die Vereinsarbeit.[9]
- ILMR (Hrsg.): gegen den Strom… in memoriam Carl von Ossietzky. Carl-von-Ossietzky-Medaille 1962 bis 1987: Texte, Reden, Zitate, Berlin 1988 (2. Auflage 2014)
- ILMR (Hrsg.): Für Menschenrechte! 100 Jahre gegen den Strom, Berlin 2014
- Grundrechte-Report, Die ILMR ist Herausgeber zusammen mit anderen Organisationen.

## Mitglieder

### Präsidenten
| - Joachim G. Leithäuser (1959–1965) - Curt Radlauer (1965–1968) - Herbert Komm (1968–1974) - Erwin Beck (1974–1986) - Carl-Heinz Evers (1986–1988) - Eleonore Kujawa (1988–1991) | - Alisa Fuss (1991–1997) - Fanny-Michaela Reisin (1998–2001) - Fritz Teppich (2001) - Wahied Wahdat-Hagh (2001–2003) - Rolf Gössner (2003–2008) - Fanny-Michaela Reisin (2008–2016) |

Ein Präsident ist seit 2016 in der Vereinssatzung nicht mehr vorgesehen.

### Vorstand
Von der Gründung der Liga bis zu seinem Tode gehörte dem Vorstand – zuletzt als Vizepräsident und als Quasi-Geschäftsführer – Wolfgang P. Schaar (* 1. September 1928; † 24. Oktober 1982 in Berlin) an.
Die Mitglieder des Vorstandes können aktuell auf der Internetseite des Vereins
abgerufen werden.

### ILMR Ehrenmitglieder
Träger der Carl-von-Ossietzky-Medaille sind nach § 2 (c) der Vereinssatzung Ehrenmitglieder der Internationalen Liga für Menschenrechte mit allen Rechten eines ordentlichen Mitglieds.

### Weitere bekannte Mitglieder
- Wolfram Beyer
- Ossip K. Flechtheim
- Kurt Grossmann[16]
- Rolf Gössner
- Norbert Meisner
- Hans Reif
- Manfred Rexin
- Hans-Eberhard Schultz
- Jakob Schulze-Rohr
- Reinhard Strecker
- Jeanette Wolff